# I Goonies
I Goonies (The Goonies) è un film d'avventura del 1985 di Richard Donner. La sceneggiatura di Chris Columbus fu ricavata dal soggetto di Steven Spielberg, che fu anche il produttore del film.
Il nome del film deriva da un gruppo di quattro ragazzi, cresciuti in un quartiere di Astoria, Oregon, chiamato "Goon Docks"; proprio dal nome del loro quartiere, i ragazzi si fanno chiamare col nome di 'Goonies'.
Prodotto dalla Amblin Entertainment di Spielberg, la Warner Bros. ha distribuito il film il 7 giugno 1985 negli Stati Uniti. In Italia è uscito al cinema venerdì 20 dicembre 1985 distribuito dalla PIC Produzione Intercontinentale Cinema, successivamente riproposto nelle sale italiane in versione 4K dal 9 all'11 dicembre 2019. Il film ha incassato 124 milioni di dollari in tutto il mondo con un budget di 19 milioni di dollari e da allora è diventato un film di culto per le generazioni degli anni ottanta, che ricordano la pellicola come una di quelle essenziali del periodo. Nel 2017, il film è stato selezionato per la conservazione nel National Film Registry degli Stati Uniti dalla Biblioteca del Congresso come "culturalmente, storicamente o esteticamente significativo".

## Trama
Nella cittadina di Astoria, nell'Oregon, Jake, uno dei membri della criminale banda Fratelli, evade dalla prigione locale insieme al fratello Francis e alla madre Agatha, inseguiti dalla polizia.
Nel quartiere di Goon Docks, a pochi chilometri dalla prigione, vive un gruppo di ragazzi, annoiati dalla monotonia della vita di quartiere. Uno di loro, Clark "Mouth" Devereaux, va a casa dei fratelli Mikey e Brandon Walsh. Poco dopo si uniscono a loro anche Chunk, ghiottone e loquace, che ha appena assistito all'inseguimento, e l'asiatico Data, dallo spiccato talento inventivo e per questo spesso preso in giro dagli altri. I ragazzini sono amareggiati perché di lì a poco dovranno abbandonare le loro case: due imprenditori, infatti, intendono comprare l'intero quartiere per costruire un campo da golf. Intanto rientra a casa la signora Walsh con una nuova domestica messicana che dovrà aiutarla nelle operazioni di trasloco: Rosalita. Mouth, che conosce la lingua spagnola, si offre di aiutare la signora a spiegare a Rosalita le sue mansioni, ma in realtà si diverte a inventare cose assurde, come tenere separate le droghe nascoste in casa, pena la segregazione, o stare attenta a non toccare gli oggetti che il signor Walsh usa per la sua attività sessuale, tanto che la povera domestica pensa di essere finita in una casa di matti. La signora Walsh poi esce e i ragazzi si recano in soffitta. 
Tra gli scarti del materiale che il signor Walsh ha usato per allestire il museo di Astoria, il gruppetto trova una misteriosa mappa in lingua spagnola che Mouth cerca di tradurre e uno strano medaglione. Tramite un vecchio articolo di giornale i ragazzi vengono a conoscenza anche dell'esploratore Chester Copperpot, dato per scomparso durante la ricerca del tesoro di un famoso e leggendario pirata che aveva imperversato nella zona, Willy l'Orbo. Intuendo che l'ubicazione del tesoro si trova nei pressi di Goon Docks, Mikey convince i suoi amici a seguire le indicazioni della mappa per dare una svolta alla loro vita: trovando il tesoro del pirata potrebbero pagare i perfidi imprenditori ed evitare lo sfratto. Brandon, incaricato dalla madre a tenere in casa suo fratello, sofferente d'asma, non è d'accordo e allora i ragazzi lo immobilizzano alla poltrona del soggiorno, gli sgonfiano le gomme della bici e scappano in sella alle loro.
La banda Fratelli, nel frattempo, si serve di un vecchio ristorante abbandonato sulla scogliera di Astoria per nascondersi e falsificare denaro. È proprio al ristorante che i ragazzi arrivano, seguendo le indicazioni della mappa. Lì hanno un primo incontro con la banda, durante il quale fingono di essere lì quasi per caso. Con una scusa Mikey scende nel sotterraneo, dove viene scorto da un'enorme figura, fuggendo spaventato e dandosi alla fuga insieme ai suoi amici. I tre malviventi infatti hanno un altro fratello, Sloth, nato deforme ma buono e dalla forza sovrumana, da anni tenuto prigioniero in una stanza nei sotterranei del ristorante. Mentre studiano un modo per rientrare nel locale, i ragazzi vengono raggiunti da Brandon, accompagnato dalla graziosa cheerleader Andy (che si frequenta con Troy Perkins, odioso figlio di uno degli imprenditori) e dalla sua amica lentigginosa e occhialuta Stef, che mal sopporta l'esuberante Mouth. 
Tornati al ristorante approfittando di un allontanamento dei malviventi, scendono tutti assieme nel sotterraneo scoprendo un cunicolo sotto la griglia di un camino. Nonostante Brandon sia riluttante e intenzionato a riportare a casa il fratello, Mikey riesce a convincerlo a continuare la ricerca. Il gruppo, sceso per il cunicolo, lascia però in superficie Chunk, bloccato in una cella frigorifera insieme al cadavere di uno degli agenti FBI che si erano messi sulle tracce della banda Fratelli. Questi viene mandato dagli altri a chiamare la polizia, ma viene acciuffato dalla banda, che lo mette sotto torchio per capire le vere intenzioni dei ragazzini. Il ragazzo cerca in tutti i modi di resistere alle torture psicologiche dei Fratelli raccontando vari episodi che lo hanno visto protagonista, ma alla fine cede e rivela tutto: perciò, dopo aver imprigionato Chunk insieme a Sloth, i malviventi scendono nei cunicoli alla ricerca dei Goonies. Il ragazzino è inizialmente terrorizzato da Sloth, ma riesce a farselo amico grazie a una barretta di cioccolato, di cui è ghiotto. Stufo della prigionia e voglioso di ribellarsi ai suoi familiari, incoraggiato in questo da Chunk, Sloth delle catene e inizia a cercare una via di fuga con Chunk che riesce anche a telefonare allo sceriffo, che inizialmente non gli crede.
Nel frattempo, in una galleria scavata nella roccia, i restanti Goonies scoprono lo scheletro del ricercatore scomparso. Giunti sotto un pozzo dei desideri riescono a comunicare con Troy, che si trova in superficie. Questi ha quasi convinto Andy ad andarsene con lui, ma le parole di Mikey (che nel corso dell'avventura incoraggia spesso i suoi amici ad andare avanti) la fanno desistere. Durante tutto il tragitto si trovano poi di fronte a trappole e marchingegni, vecchi trabocchetti piazzati molto tempo prima da Willy l'Orbo, che li ostacolano e da cui si salvano con coraggio e abilità. Tra Brandon ed Andy intanto comincia a sbocciare l'amore, anche se la ragazza bacia per sbaglio Mikey al buio. A un certo punto vengono raggiunti dalla banda Fratelli che si era messa sulle loro tracce, ma riescono temporaneamente a seminarli grazie alle invenzioni di Data. 
Tramite un organo in forma scheletrica, il gruppo riesce ad aprire un passaggio segreto e raggiunge il galeone di Willy l’Orbo in un lago sotterraneo. Come previsto, sulla nave, oltre a esserci montagne di tesori, ci sono gli scheletri del pirata e della sua ciurma, tutta sterminata da Willy stesso che non voleva condividere l'oro con i suoi sottoposti. Quando i ragazzi stanno per fuggire carichi di gioielli, appare la banda Fratelli, che li costringe a consegnarli tutti a loro. Come nei luoghi comuni pirateschi, la perfida Agatha costringe i ragazzi alla camminata sull'asse per sbarazzarsi di loro e tenersi tutto l'immenso tesoro, ma a salvarli arrivano Chunk e Sloth, che irrompono ispirandosi a un film precedentemente visto da Sloth e mettono fuori combattimento i malviventi, con il fratello deforme che si ribella ai perfidi aguzzini. Durante la fuga, i ragazzi fanno esplodere un candelotto di dinamite scambiandolo per una candela e la caverna inizia a crollare. Il gruppo riesce fortunatamente a fuggire con l'aiuto di Sloth, ma per salvarsi sono costretti a rinunciare al tesoro, mentre Sloth rimane intrappolato nella caverna. La banda Fratelli cerca quindi di trafugare l'oro della nave, ma non ha fatto i conti con i trabocchetti che Willy l'Orbo aveva disseminato all'interno del galeone e sono costretti a scappare per salvarsi.
Usciti dalla grotta, i Goonies incontrano sulla spiaggia i genitori che avevano partecipato alla loro ricerca insieme alla polizia dopo la telefonata di Chunk. Riappare sulla scena anche la banda Fratelli, anch’essa riuscita a fuggire dalla grotta, che viene finalmente arrestata dalla polizia, ad eccezione di Sloth che andrà a vivere con Chunk. Sul posto giungono anche gli imprenditori per costringere il signor Walsh a firmare il contratto, con Brandon e Troy che quasi vengono alle mani. Mentre il padre di Mikey sta per firmare il contratto per la vendita della casa, Rosalita trova in una tasca del giubbotto di Mikey un sacchetto con delle pietre preziose che i malviventi avevano tralasciato di prendergli, più che sufficienti per riscattare il quartiere. Il padre di Mikey può salvare la sua casa e le altre e strappa il contratto tra la felicità e lo stupore di tutti. 
Brandon e Andy si mettono assieme, mentre Mouth e Stef mettono da parte l'antipatia reciproca e si riappacificano e Mikey, piccolo eroe di tutta l'avventura, capisce di essere cresciuto. L’attenzione di tutti viene però catalizzata da un fatto sorprendente: l'antico galeone, che le esplosioni di dinamite hanno liberato dalla prigione di roccia, prende il largo sospinto dal vento, seguito dallo sguardo attonito dei presenti.

## Personaggi

### Goonies
- Michael "Mikey" Walsh: figlio minore di Irving e Harriet Walsh e fratello di Brand, è il capo dei Goonies. È asmatico e non va da nessuna parte senza il suo inalatore, ma soprattutto determinato e coraggioso. È l'unico del gruppo ad avere l'apparecchio ortodontico e nutre un grande rispetto per Willy l'Orbo.
- Brandon "Brand" Walsh: figlio maggiore di Irving e Harriet Walsh e fratello di Mikey, è il membro più vecchio, alto, preciso e palestrato del gruppo, sebbene sia stato bocciato all'esame di guida. Nonostante comandi a bacchetta Mikey, si preoccupa per lui, e ha una specie di relazione romantica con Andy.
- Lawrence "Chunk" Cohen: goffo e goloso, è un favolista abituale, ha una propensione per il cibo e rompe sempre le cose. La sua tendenza a raccontare storie false fa si che quasi nessuno si fidi di lui o creda a ciò che dice. È il più ansioso di tutti quando sente di essere in pericolo. Sebbene inizialmente abbia paura di Sloth, Chunk si lega rapidamente a lui.
- Clark "Mouth" Deveraux: logorroico e sarcastico, si comporta come uno sbruffone, non sa quando stare zitto ed è il migliore amico di Mikey. È il Goonie orfano di madre e quello che parla e legge abbastanza fluentemente lo spagnolo. Ha un rapporto teso con Stef.
- Richard "Data" Wang: di origini cinesi, è il più giovane e basso dei Goonies. Come suo padre, è un inventore appassionato di gadget, e un fan di James Bond. Porta con sé diverse invenzioni, tra cui una imbracatura a cintura che ha trasformato in un portautensili.
- Andrea "Andy" Carmichael: una cheerleader amica di Stef Steinbrenner. Ha una cotta per Brand, poiché è ansiosa di trascorrere del tempo con lui. Prese lezioni di piano quando aveva quattro anni.
- Stephanie "Stef" Steinbrenner: la migliore amica di Andy e la seconda Goonie più grande e più alta, appena sotto Brand. Sarcastica e maschiaccio, ha un rapporto di amore/odio con Mouth.

### Banda Fratelli
- Agatha "Mamma" Fratelli: la matriarca e capobanda della "Banda Fratelli", una delle gang criminali più temibili di tutta Astoria. Falsaria e assassina, è l'antagonista principale del film. Nella sceneggiatura e nel romanzo del film, rivela che fin da piccola voleva diventare una pirata.
- Jake Fratelli: figlio maggiore di Mamma e fratello di Francis, più simpatico, ingenuo e meno crudele di loro. Talvolta canta per tormentare Sloth e Chunk. Litiga spesso col fratello per motivi assurdi. È uno dei due antagonisti secondari del film.
- Francis Fratelli: figlio minore di Mamma e fratello di Jake, indossa un parrucchino perché è calvo e porta gli occhiali. È più pratico, minaccioso e sveglio di Jake. È uno dei due antagonisti secondari del film.
- Lotney "Sloth" Fratelli: fratello deforme di Jake e Francis e figlio di Mamma. E' un gigante gentile con i lineamenti del viso distorti. È molto muscoloso e un fan dei vecchi film sui pirati, come quelli con Errol Flynn, e il suo supereroe preferito è Superman. Fa subito amicizia con Chunk, diventando un membro dei Goonies. È uno dei protagonisti del film.

### Altri personaggi
- Harriet e Irving Walsh: madre e padre di Brand e Mikey. Lei ha un braccio ingessato, lui è il curatore del Museo storico di Astoria. Pieni di debiti e preoccupazioni, sono costretti a lasciare presto Goon Docks. Grazie alle gemme recuperate da Mikey, possono finalmente saldare i debiti.
- Rosalita: la governante ispanica di Harriet e Irving Walsh. Mouth si diverte a farle credere che la casa dei Walsh sia una "casa di matti".
- Elgin Perkins: l'uomo più ricco e odioso di Astoria e imprenditore di professione, è il padre di Troy. Intende abbattere le case dei Goonies per costruirci un campo sportivo. È uno degli antagonisti del film.
- Troy Perkins: figlio del Sig. Perkins, è l'antipatico e scortese figlio di uno degli imprenditori che vogliono sfrattare i Goonies. Inizialmente amico di Andy e rivale in amore di Brand, verrà scaricato dalla ragazza. È uno degli antagonisti del film.

## Produzione

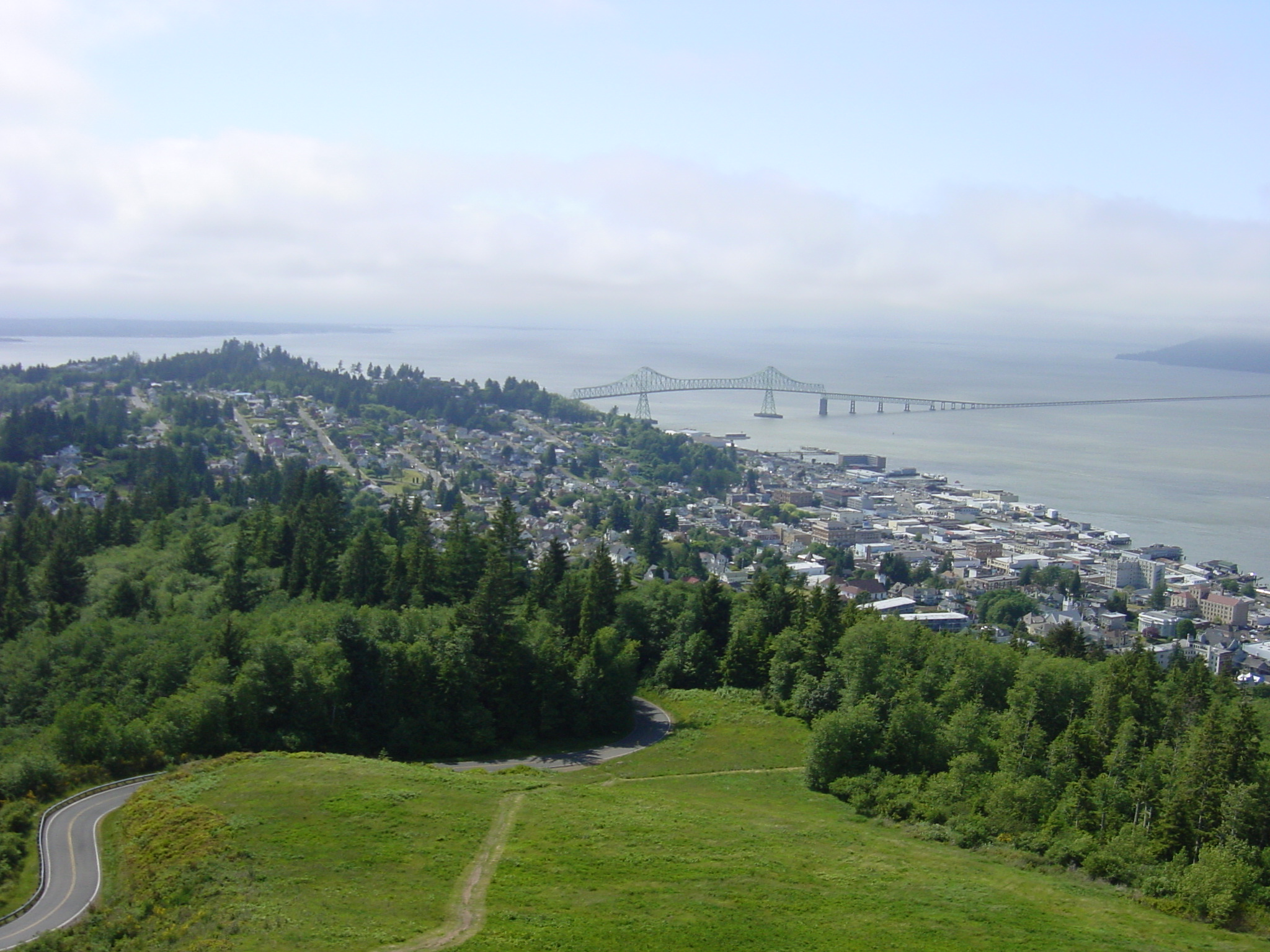
Vista di Astoria in Oregon.

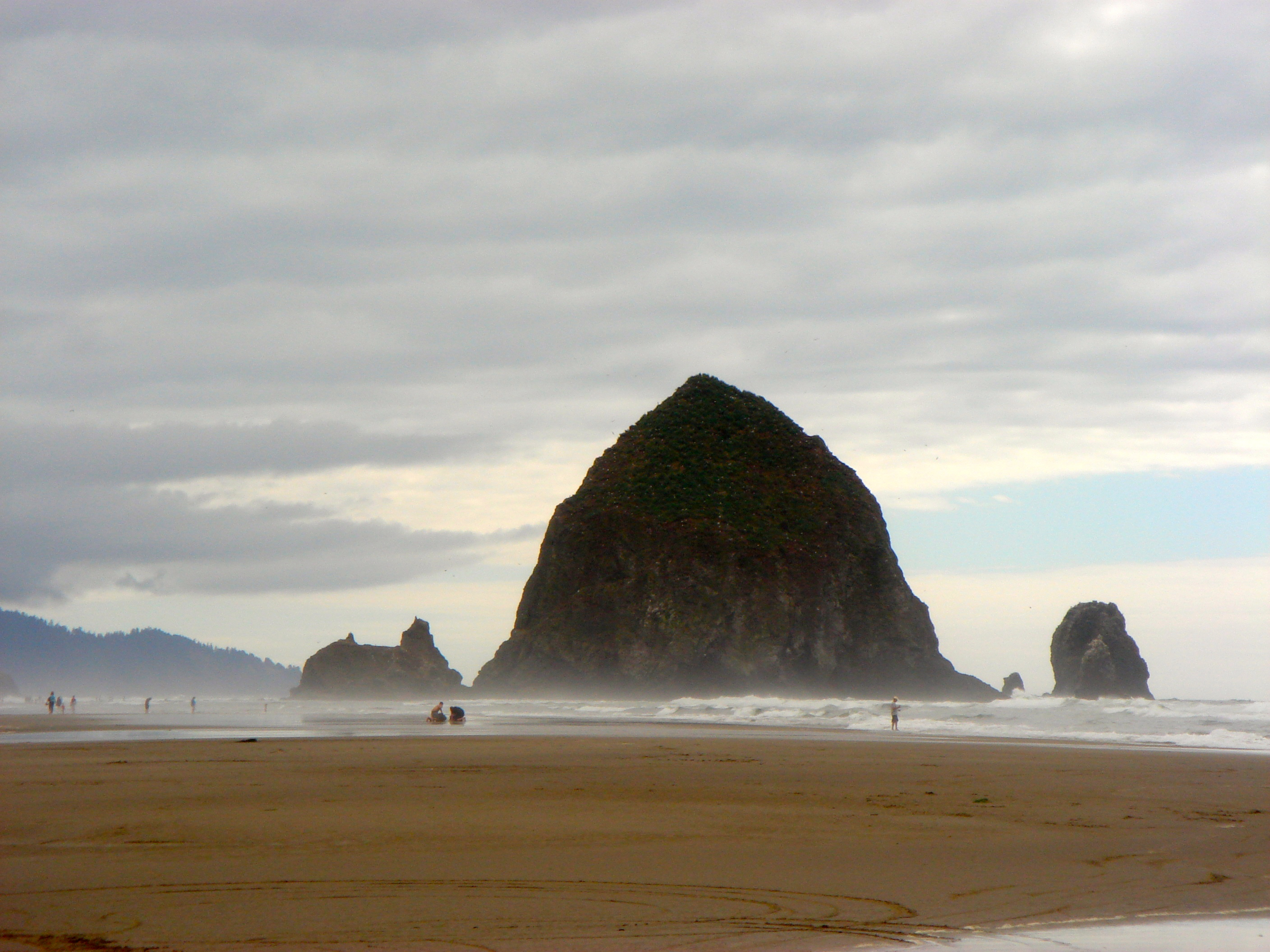
Vista di Haystack Rock a Cannon Beach in Oregon.

Per la parte di Mouth, poi andata a Corey Feldman, aveva sostenuto in precedenza un provino anche Corey Haim. La cantante Cyndi Lauper appare, per pochissimi secondi, in un cameo dove canta The Goonies 'R' Good Enough, tema principale della colonna sonora.
Richard Donner appare alla fine del film: è uno dei due poliziotti in sella ai quad che arrivano in soccorso dei ragazzi quando sbucano sulla spiaggia.
Il film è stato girato ad Astoria, Oregon, (la stessa cittadina utilizzata per Un poliziotto alle elementari e Corto circuito) e l'abitazione si trova al 368 38th st. La scena della locanda della banda Fratelli è stata girata all'Ecola State Park, dove sullo sfondo è visibile il faraglione Haystack Rock a Cannon Beach (Oregon).

## Colonna sonora
La canzone che funge da tema principale del film è The Goonies 'R' Good Enough, cantata da Cyndi Lauper.
La colonna sonora è stata pubblicata sia dalla CBS che dalla Epic; include 9 canzoni in ordine sparso e un tema strumentale di Dave Grusin.
La musica orchestrale è stata composta ed eseguita da Dave Grusin e pubblicata ufficialmente, nella sua completezza, solo il 15 marzo 2010, quando Varèse Sarabande ha pubblicato un'edizione a tiratura limitata a 5000 copie in occasione del 25º anniversario del film. Prima di allora esistevano solo edizioni bootleg.

## Accoglienza

### Incassi
Il film ha incassato $ 9 milioni nel suo weekend di apertura negli Stati Uniti, secondo in classifica dietro Rambo 2 - La vendetta.
Alla fine ha incassato $ 63,9 milioni negli Stati Uniti e in Canada, collocandosi tra i primi 10 film di maggior incasso del 1985 e $ 60,6 milioni all'estero per un incasso mondiale di $ 124 milioni.
Il film ha avuto successo, sebbene inferiore alle aspettative nel 1985, in parte a causa della concorrenza di Ritorno al futuro e Rambo 2, ma I Goonies ha sviluppato uno status di film di culto nel corso degli anni.

### Critica
Rotten Tomatoes riporta che il film ha il 77% di recensioni positive da 64 critici e il 91% del pubblico gli ha dato una recensione positiva; la valutazione media dei critici è 6,5/10. Il consenso critico del sito web recita: "I Goonies è un mix energico, a volte rumoroso, di sentimento Spielbergiano e trucchi da divertimento domestico che piacerà sia ai bambini che agli adulti nostalgici". Su Metacritic ha un punteggio di 62/100 basato su 13 recensioni, che indica "recensioni generalmente favorevoli".
Roger Ebert ha dato 3 stelle su 4 al film, che ha definito "un misto dei soliti ingredienti dei film d'azione di Steven Spielberg, reso speciale dalle esibizioni ad alta energia dei ragazzi che hanno le avventure".
Gene Siskel del Chicago Tribune ha assegnato 3 stelle su 4 e ha scritto che dopo un inizio noioso "si verifica una sorta di piccolo miracolo cinematografico, e i Goonies si mettono insieme mentre i bambini smettono di scambiare battute e si avvicinano a trovare il tesoro dei pirati perduto da tempo, aiutando così a salvare le case dei loro genitori. Solo allora accettiamo I Goonies per quello che è: un divertente giocattolo a molla giovanile sui bambini in situazioni pericolose da fumetti."
Janet Maslin del New York Times ha scritto che il film "ha una sorta di ritmo vertiginoso che lo mantiene veloce, ingegnoso, divertente e - solo un piccolo punto mentre il film è in corso - quasi interamente senza capacità di resistenza."

## Doppiaggio italiano
L'edizione italiana del film è stata curata dalla PIC Produzione Intercontinentale Cinema con la supervisione dei dialoghi italiani curata da Alberto Piferi. Il doppiaggio italiano, diretto da Manlio De Angelis, fu eseguito negli stabilimenti della International Recording con la collaborazione della C.D.C.

## Riconoscimenti
- 1986 - Saturn Award
  - Migliore attrice non protagonista a Anne Ramsey
  - Candidatura al migliore attore emergente a Jeff Cohen
- 1986 - Young Artist Award
  - Migliore attore giovane a Sean Astin
  - Candidatura al miglior film avventura per la famiglia
  - Candidatura al miglior attore giovane a Jeff Cohen
  - Candidatura al miglior attore giovane a Corey Feldman
  - Candidatura alla miglior attrice giovane a Martha Plimpton
- 2011 - International Film Critics Award
  - Candidatura al miglior versione di archivio già presente a Dave Grusin, Robert Townson, Michael Matessino, John Alvin e Drew Struzan
- Nel 2017 il film è stato selezionato per la conservazione nel National Film Registry della Biblioteca del Congresso degli Stati Uniti per essere "culturalmente, storicamente ed esteticamente significativo".

## Altri media

### Videogiochi

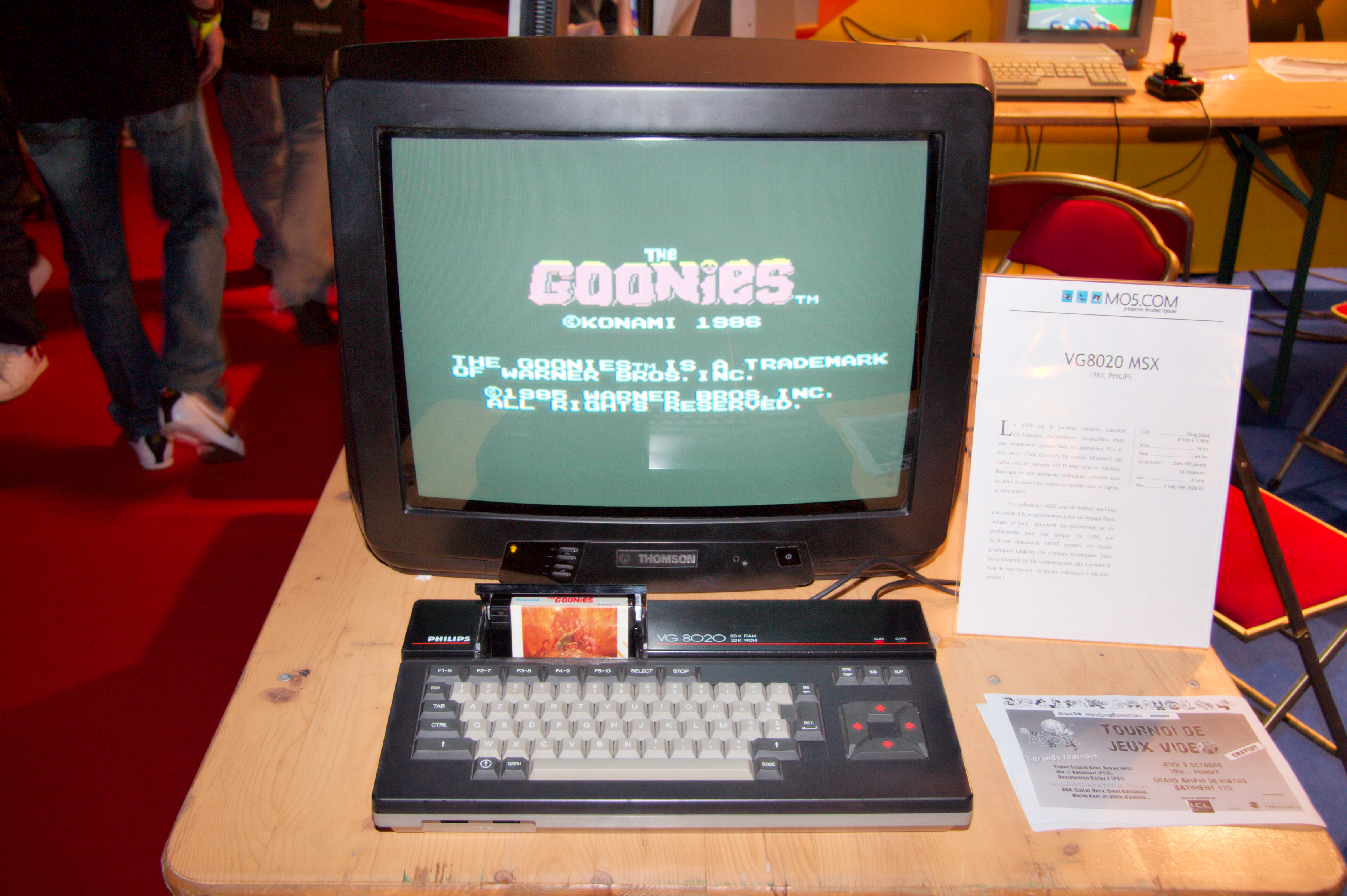
Il videogioco per MSX

Dal film sono stati tratti alcuni videogiochi.
- Il primo fu The Goonies, edito da Datasoft nel 1985 per diversi home computer. Nel 2010 ne è stato tratto un remake freeware.
- The Goonies, che nel 1986 fu prodotto dalla Konami per i computer MSX. Nel 2006 ne è stato tratto un remake freeware.[17]
- The Goonies, prodotto sempre dalla Konami per Nintendo Famicom e mai importato in Europa.
- The Goonies II, del 1987 della Konami per NES, presentato come seguito del tie-in videoludico tratto dal film. Qui i Goonies (eccetto Mikey) vengono rapiti dalla banda Fratelli che li tiene nascosti in un covo segreto insieme a una sirena imprigionata di nome Annie. Mikey dovrà allora esplorare il covo per salvare i suoi amici e liberare Annie.
- I Goonies sono giocabili acquistando il Level Pack dei Goonies in LEGO Dimensions.

### Serie TV
Nel giugno 2022 è stata annunciata The Goonies Our Time, una serie televisiva prodotta e distribuita da Disney+ ispirata agli eventi del film originale.